# میلنیوم ام‌اچ۱
میلنیوم ام‌اچ۱ (به انگلیسی: Millennium MH-1) یک بالگرد تک‌نفره بسیار سبُک آمریکایی است که توسط شرکت میلنیوم بر مبنای ریوولوشن مینی۵۰۰ ساخته شده‌است. قطعات این بالگرد بصورت کیت سی‌کی‌دی برای ساخت هواپیمای دست‌ساز ارائه می‌شود و مشتریان آنها را سرهم می‌کنند.

## طراحی و ساخت
بالگرد ام‌اچ۱ در آغاز یک کپی از بالگرد مینی۵۰۰ بود. در ادامه بجای موتور روتکس ۵۸۲ متعلق به مینی۵۰۰ که ۶۴ اسب بخار قدرت داشت، با یک عدد موتور یاماها با قدرت ۱۳۰ اسب بخار جایگزین شد. همچنین ملخ اصلی، کلاچ، ملخ دم، گیربکس و رادیاتور نیز بهینه‌سازی شدند.

## مشخصات
داده‌ها از Bayerl
ویژگی‌های عمومی
- خدمه: one
- وزن خالی: ۶۰۰ پوند (۲۷۲ کیلوگرم)
- وزن ناخالص: ۱٬۱۰۰ پوند (۴۹۹ کیلوگرم)
- پیشرانه: ۱ عدد liquid-cooled, four stroke engine Yamaha, ۱۳۰ اسب بخار (۹۷ کیلووات)
- قطر روتور اصلی:  ۱۹ فوت (۵٫۸ متر)

عملکرد
- حداکثر سرعت: ۱۳۲ مایل بر ساعت (۲۱۳ کیلومتر بر ساعت، ۱۱۵ گره)